# Stockholms Mode-Journal

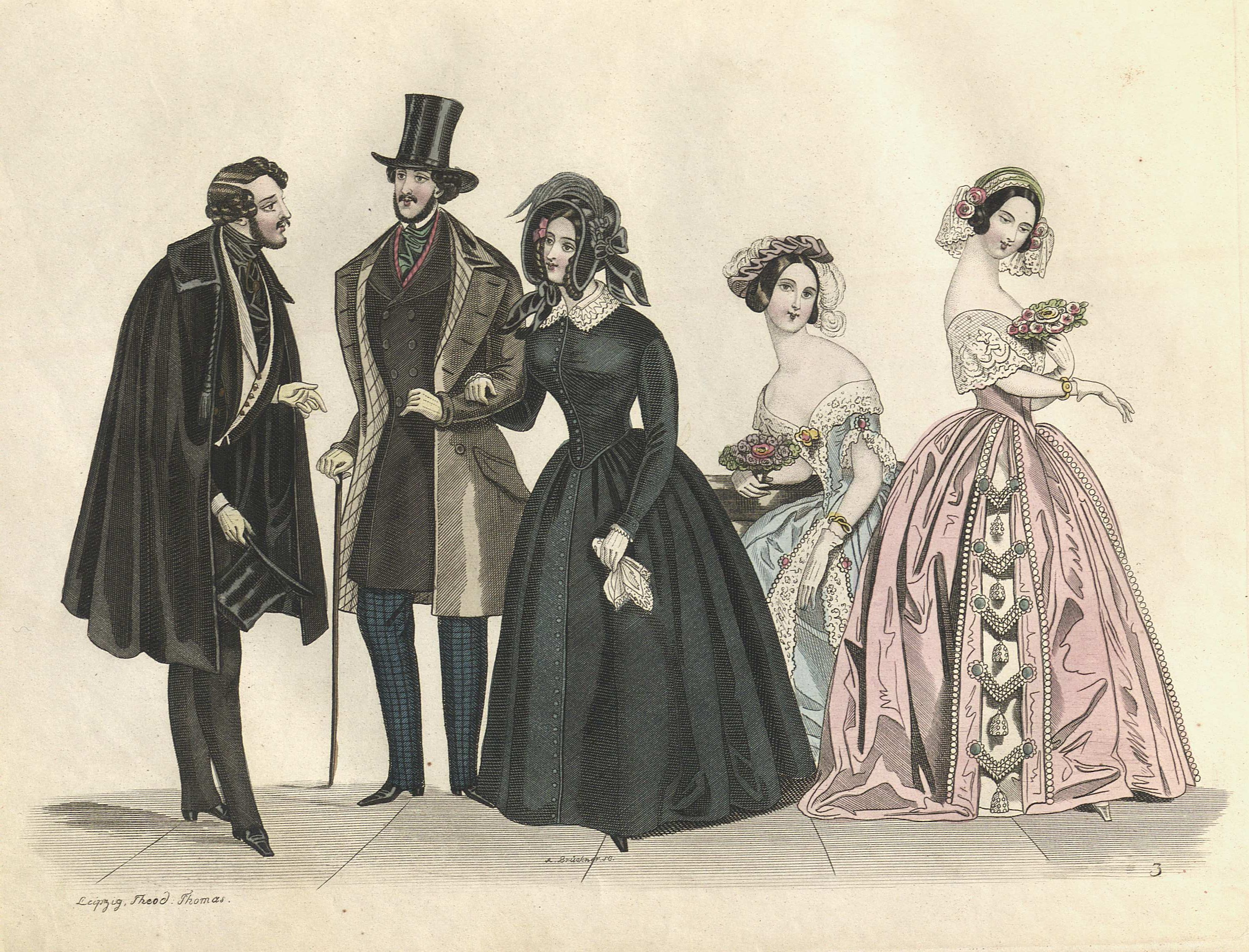
Stockholms mode-journal- Tidskrift för den eleganta werlden 1843, illustration nr 3

Stockholms Mode-Journal. Tidskrift för den eleganta verlden, även känd som Journal för damer. Rådgifvare för toiletten och hemmet,  var en svensk modetidning, publicerad 1843-1856.  Den var en av Sveriges första modetidningar och en efterföljare till Magasin för konst, nyheter och moder. Dess modebilder kom troligen ur den berömda parisiska modetidningen Journal des Dames et des Demoiselles.

## Historik
Den utgavs initialt av Albert Bonnier. Den publicerade både herr- och dammode. Från 1851 utgav den enbart dammode och ändrade därmed namn. Den hette från 1851 'Journal för damer. Rådgifvare för toiletten och hemmet'. 
Den förenades 1853 med Illustrerad Tidning för Fruntimmer och kallades då 'Illustrerad Tidning för Fruntimmer jemte Stockholms Mode-Journal'. Den utgavs 1854-55 som 'Aftryck ur Tidning för Fruntimmer'. 
1856 utgavs den återigen som separat tidning innan den i slutet av samma år uppgick i Penelope. Nyaste Journal för damer som 'Penelope. Nyaste Journal för damer i förening med Stockholms Mode-Journal'. 
Den redigerades av Wilhelmina Stålberg 1853—1856.

## Bilder

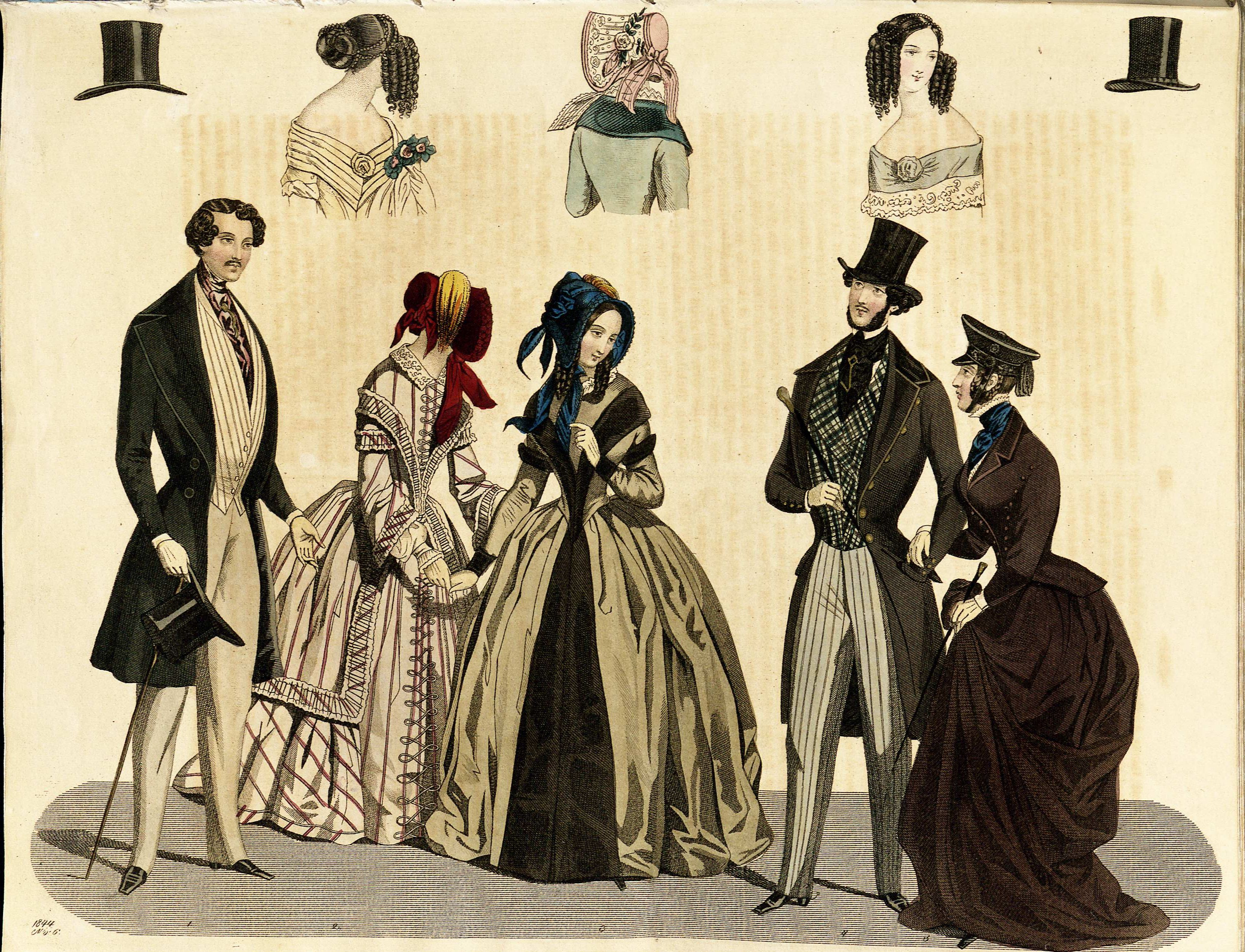
Stockholms mode-journal- Tidskrift för den eleganta werlden 1844, illustration nr 6
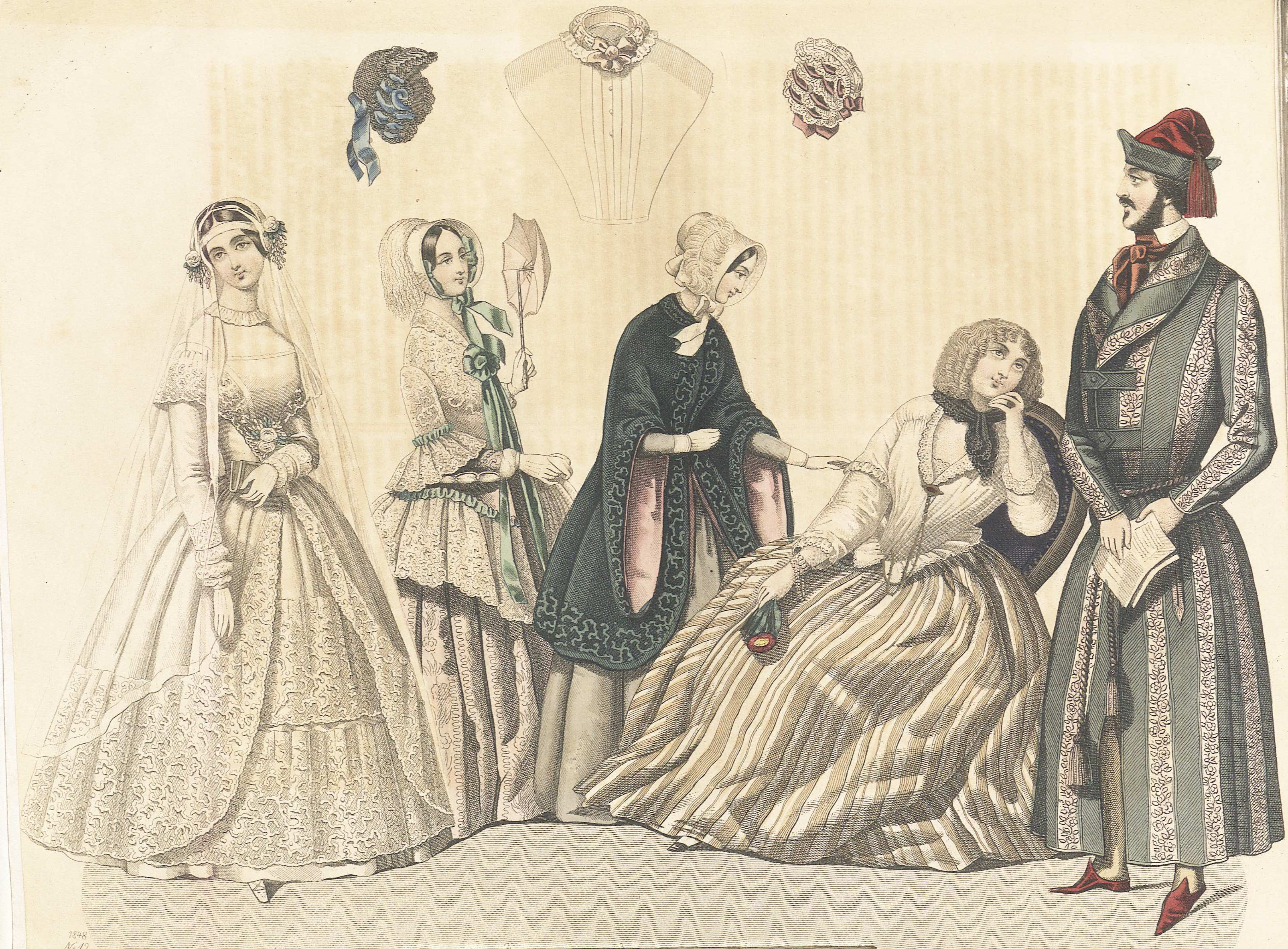
Stockholms mode-journal- Tidskrift för den eleganta werlden 1848, illustration nr 13
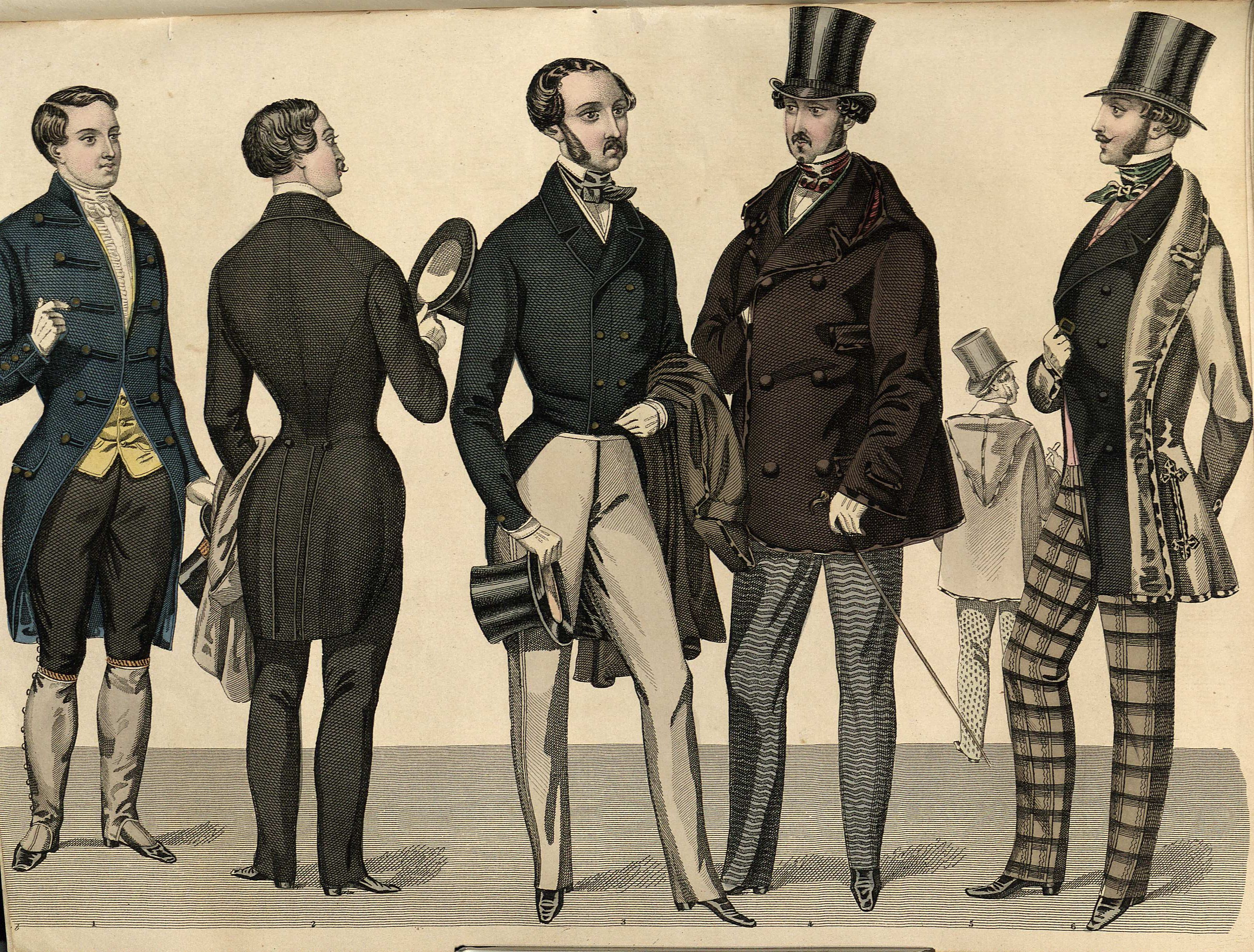
Stockholms mode-journal- Tidskrift för den eleganta werlden 1851, illustration nr 2
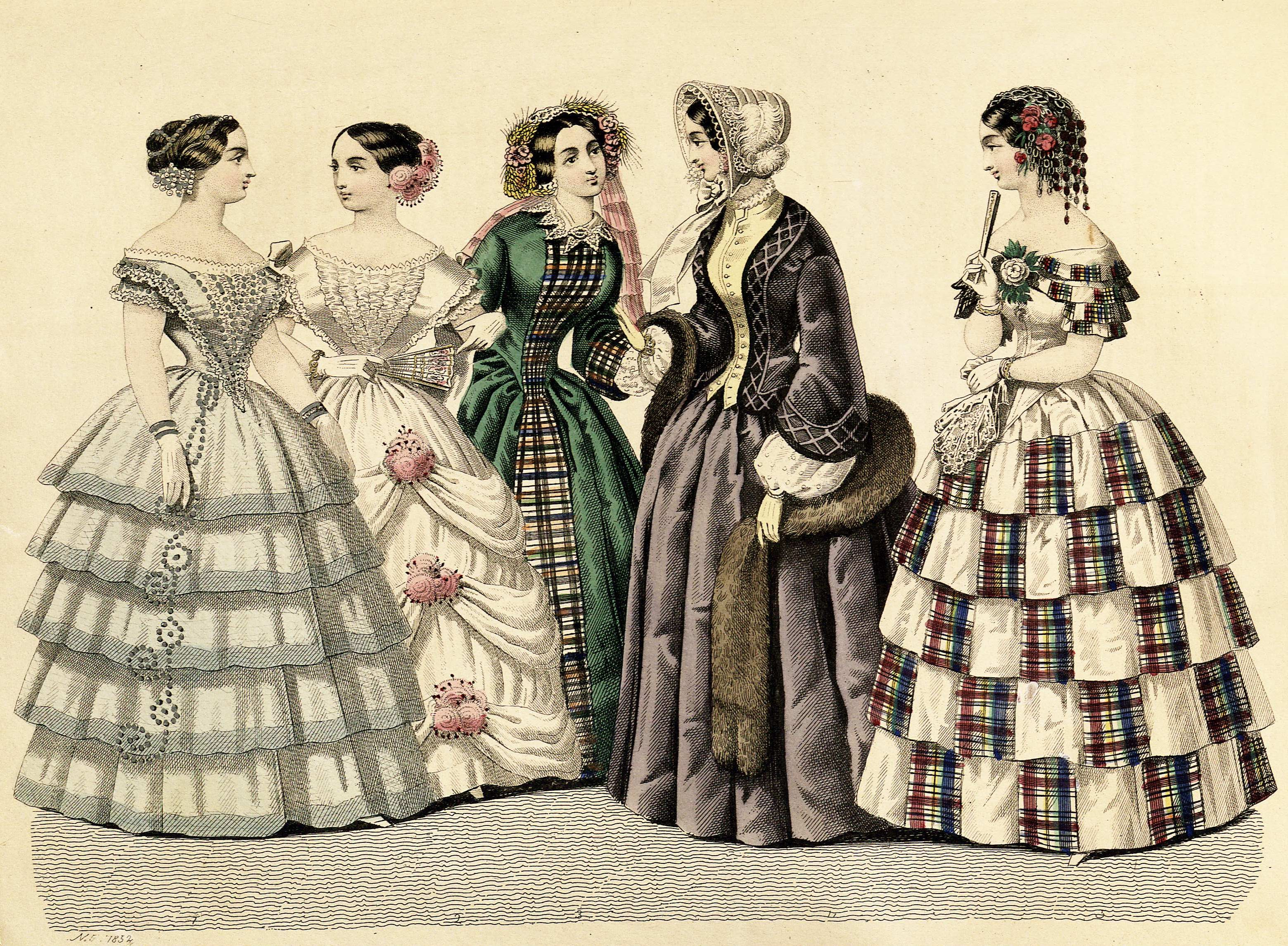
Stockholms mode-journal- Tidskrift för den eleganta werlden 1852, illustration nr 5
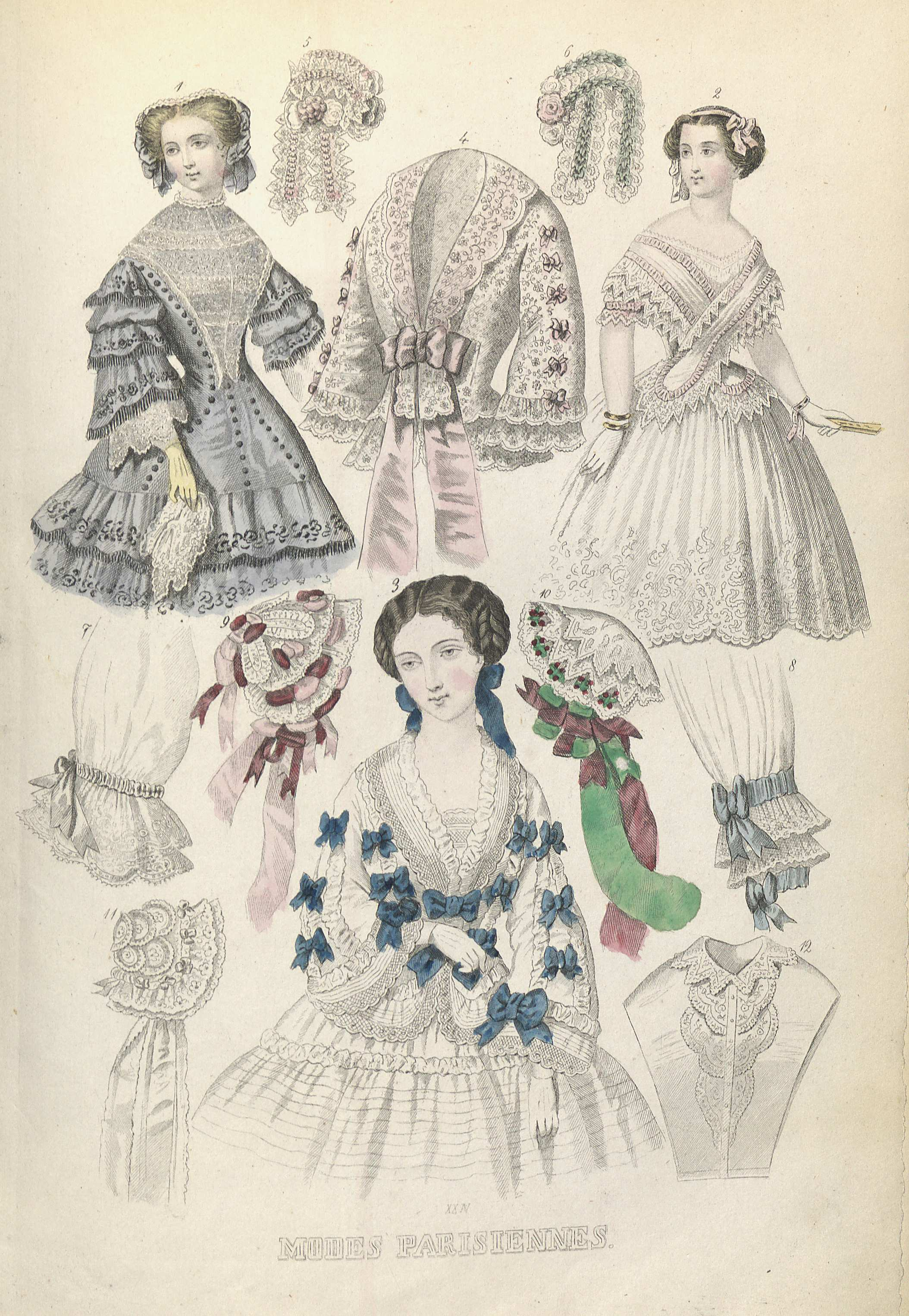
Stockholms mode-journal 1854, illustration nr 17